# Roger Federer
Roger Federer (n. 8 august 1981, Basel, Cantonul Basel-Oraș, Elveția) este un fost jucător elvețian de tenis. El a fost clasat pe locul 1 mondial de către Asociația Profesioniștilor din Tenis (ATP) timp de 310 săptămâni, deținând și recordul de 237 de săptămâni consecutive; a terminat ca numărul 1 la sfârșitul anului de cinci ori. A câștigat 103 titluri ATP la simplu, al doilea ca număr de titluri din toate timpurile, inclusiv 20 de titluri de Grand Slam la simplu, un record de opt titluri de simplu masculin la Wimbledon, un record de cinci titluri la US Open și un record de șase campionate la sfârșit de an. 
Federer a jucat într-o epocă în care a dominat tenisul masculin alături de Rafael Nadal și Novak Djokovic, denumiți Big Three, considerați în mod colectiv de unii ca fiind cei mai de succes trei jucători de tenis masculin din toate timpurile. Campion la juniori la Wimbledon în 1998 și fost băiat de mingii, Federer a câștigat primul său titlu major de simplu la Wimbledon în 2003, la vârsta de 21 de ani.
Între 2003 și 2009, Federer a ajuns în 21 din cele 28 de finale majore de simplu. A câștigat trei dintre cele patru majore și finalele ATP  în 2004, 2006 și 2007, precum și cinci titluri consecutive atât la Wimbledon, cât și la US Open. A încheiat Grand Slam în carieră la Openul Francez din 2009, după trei finale consecutive cu Nadal, principalul său rival până în 2010. La 27 de ani, a depășit recordul lui Pete Sampras de 14 titluri majore la simplu masculin la Wimbledon în 2009.

## Date biografice
S-a născut la Binningen (în apropiere de Basel, Elveția) și a început cariera de tenis la vârsta de 8 ani. A vrut să devină fotbalist (este suporter al echipei FC Basel), dar a abandonat ideea și a decis să-și facă o carieră în tenisul de câmp. În 2003 a înființat „Roger Federer Foundation” pentru ajutorarea copiilor în special din Africa de Sud , în aprilie 2006 a devenit și Ambasador UNICEF . Prima misiune oficială ca ambasador a fost pe 23 decembrie 2006 când a vizitat copiii dintr-o regiune indiană devastată de tsunami din 2004.De-a lungul carierei a luat parte sau chiar a organizat meciuri demonstrative cu scopul de a strânge fonduri pentru persoanele afectate de calamități precum: uraganul Katrina, tsunamiul din 2004, cutremurul din Haiti.
A fost desemnat cel mai bun sportiv european al anului 2007.
A câștigat premiul "Laureus World Sports Awards" de 4 ori consecutiv 2005-2008 și a fost votat Favoritul Fanilor ATP de 8 ori consecutiv 2003-2010 

### Viața personală
Tatăl Robert Federer de origine elvețiană și mama Lynette Du Rand născută în Africa de Sud, jucători de tenis amatori la un club local din Basel, l-au învățat de mic pe Roger cu racheta și mingea de tenis. Roger are o soră mai mare, pe nume Diana. 
Vorbește fluent germană, engleză, franceză și italiană. 
În timp ce participă la Olimpiada de vară de la Sydney 2000 a cunoscut-o pe Mirka Vavrinec. Cei doi au rămas nedespărțiți și în 11 aprilie 2009 s-au căsătorit. Din 23 iulie 2009 au două fete gemene, Myla Rose și Charlene Riva. În 2014, Federer devine din nou tată de gemeni, de data aceasta de băieți:Leo și Lenny.

## Cariera în circuitul ATP

### Pre-1998: Anii junioratului
Principala realizare a lui Roger Federer ca junior a fost câștigarea turneului de la Wimbledon în anul 1998, atât la simplu, în fața lui Irakli Labadze, cât și la dublu împreună cu Olivier Rochus în fața echipei compusă din Michaël Llodra și Andy Ram. Tot în 1998 a jucat finala americană de Mare șlem la juniori pe care a pierdut-o în fața lui David Nalbandian și a câștigat prestigiosul turneu de juniori Orange Bowl unde l-a învins pe Guillermo Coria. A terminat anul 1998 pe locul 1 mondial la juniori.

### 1998–2002:  Începutul carierei profesioniste
Roger Federer și-a început cariera de jucător profesionist de tenis în anul 1998 la vârsta de 17 ani.Primul turneu la care a participat a fost Gstaad, unde a pierdut în prima rundă în fața lui Lucas Arnold Ker   Prima finală a venit în Openul Marsiliei,în 2000, unde a pierdut în fața conaționalului său Marc Rosset . .În 2001,reprezentând Elveția alături de Martina Hingis, a câștigat turneul de dublu mixt Cupa Hopman din Australia. Prima victorie într-o finală ATP a venit în 2001 la turneul în sală, din Milano, unde l-a înfrânt pe Julien Boutter.  În 2001, Federer s-a calificat în primul sfert de finală de Mare șlem la Roland Garros, ajungând în aceeași fază a competiției și la Marele șlem de la Wimbledon după victoria în fața campionului "en-titre" Pete Sampras. Cea mai prestigioasă finală în care s-a calificat în această perioadă a fost finala de turneu Master 1000 de la Miami din 2002,unde a pierdut în fața lui Andre Agassi.  Tot în anul 2002, Federer a câștigat primul său turneu Master 1000,la Hamburg pe zgură, în fața lui Marat Safin; această victorie l-a adus în top 10 ATP.  În perioada 1998-2002 Federer a jucat 10 finale ATP dintre care a câștigat 4, și 6 finale ATP la dublu dintre care a câștigat 4.

### 2003–2006:  Perioada de avânt și dominare
În 2003, Federer a câștigat primul său titlu de Mare șlem la Wimbledon, după victoria din finală, în fața lui Mark Philippoussis. Prima și singura victorie la dublu în turneele de Master 1000 a lui Federer a venit în turneul de la Miami alături de Max Mirnyi.În turneul de Master 1000 pe zgură de la Roma a ajuns până în finală, unde a pierdut în fața lui Félix Mantilla.  În total în anul 2003 a jucat 9 finale ATP dintre care a câștigat 7.  La sfârșitul anului a câștigat pentru prima dată finala de la Turneul Campionilor în fața lui Andre Agassi.
În 2004 Federer a câștigat 3 turnee de Mare șlem.Primul în Australia împotriva lui Marat Safin apoi își apără titlul de la Wimbledon în fața lui Andy Roddick pentru ca mai târziu să câștige Mare șlem de pe continentul american, învingându-l în finală pe Lleyton Hewitt. Tot în acest an, Federer a câștigat 3 turnee de Master 1000.Unul pe zgură de la Hamburg și două pe ciment, la Indian Wells și în Toronto, Canada.  La sfârșitul anului Federer a câștigat pentru a doua oară consecutiv Turneul Campionilor de la Houston în fața lui Lleyton Hewitt.
În 2005, Federer pierde meciurile de semifinală la Marele șlem Australian în fața lui Marat Safin și la Roland Garros învins de Rafael Nadal, câștigă în schimb turneul de la Wimbledon cu victorie în finala asupra lui Andy Roddick și Marele șlem disputat în S.U.A., învingându-l pe Andre Agassi  Pe lângă turneele de Mare șlem, Federer iese victorios în turneele de Master 1000 de la: Indian Wells, Miami, Cincinnati pe ciment și la Hamburg pe zgură. Tot în 2005 câștigă turneele de ATP 500 la Dubai și Rotterdam. Ajunge în finala Turneului Campionilor dar pierde în fața lui David Nalbandian în finală.
În 2006, Federer câștigă turneul de Mare șlem de la Melbourne, Australia în fața lui Marcos Baghdatis, pierde în finala de la Roland Garros în fața lui Rafael Nadal și reușește să își apere titlurile de Mare șlem din anul precedent de la Wimbledon și U.S. Open cu victorie în fața lui Rafael Nadal și respectiv Andy Roddick. Pentru al doilea an consecutiv Roger Federer câștigă 4 turnee de Master 1000 și pierde alte două finale. Pe parcursul anului câștigă turneul de ATP 500 de la Tokio iar la sfârșit câștigă pentru a treia oară Turneul Campionilor disputat de această dată la Shanghai.
Intervalul 2004-2006 a reprezentat o perioadă de 3 ani de dominare categorică a circuitului profesionist de tenis din partea lui Roger Federer;cu 247 de victorii și doar 15 înfrângeri, Federer a câștigat 95% din meciurile jucate fiind învins doar de 9 jucători diferiți.

### 2007-2010: Realizări și recorduri
În 2007, Federer dispută toate cele 4 finale de Mare șlem,câștigând trei dintre acestea.A câștigat turneul de Mare șlem de la Melbourne în fața lui Fernando González, turneul de la Wimbledon contra lui Rafael Nadal și turneul de Mare șlem din Statele Unite în fața lui Novak Djokovic. La Roland Garros pierde finala în favoarea lui Rafael Nadal. Pe parcursul anului a jucat 5 finale de Master 1000 din care a câștigat 2, la Hamburg și Madrid. Câștigă pentru a patra oară turneul de ATP 500 de la Dubai și la sfârșitul anului, tot pentru a patra oară câștigă Turneul Campionilor disputat la Shanghai.
În 2008, Federer a câștigat un singur titlu de Mare șlem în Statele Unite contra lui Andy Murray, a jucat două finale, la Roland Garros și Wimbledon pe care le-a pierdut în fața lui Rafael Nadal și semifinala la Turneul Australian pierdută în fața lui Novak Djokovic.  Federer a pierdut în turneele de Master 1000 pe zgură de la Monte Carlo și Hamburg în fața lui Rafael Nadal și a câștigat turneul de ATP 500 din Basel.La dublu, Federer și Stanislas Wawrinka au câștigat medalia de aur la Olimpiada de Vară din China.În 2008 Federer a pierdut poziția de lider al clasamentului ATP după 237 săptămâni consecutive, între 2 februarie 2004 și 17 august 2008.
În 2009, Federer dispută pentru a treia oară toate finalele de Mare șlem din sezon.Câștigă pentru prima dată turneul de la Roland Garros învingându-l în finală pe Robin Söderling și pentru a șaptea oară turneul de la Wimbledon după ce îl învinge pe Andy Roddick. În celelalte două finale Federer pierde în fața lui Rafael Nadal la Melbourne și în fața lui Juan Martín del Potro la Turneul American. Tot în 2009 Federer câștigă două turnee de Master 1000 , unul la Madrid pe zgură în fața lui Nadal și altul pe ciment în Cincinnati contra lui Djokovic.În acest an,prin victoria de la Roland Garros Federer a obținut Marele șlem al carierei și după victoria de la Wimbledon a depășit numărul maxim de titluri de Mare șlem deținute vreodată de un jucător din turneul masculin (14-Pete Sampras). La sfârșitul anului a terminat ca lider al clasamentului ATP pentru a cincea oară.
În 2010, Federer a câștigat turneul de Mare șlem din Australia, de la Melbourne, după ce l-a învins în finală pe britanicul Andy Murray. A pierdut semifinala de la Marele șlem American în fața lui Novak Djokovic iar la Rolland Garros și Wimbledon a fost eliminat în faza sferturilor de finală. Pe parcursul acestui an a ajuns în patru finale de Master 1000 dintre care a câștigat doar una pe cimentul din Cincinnati.Pe sfârșitul anului a câștigat turneul de ATP 500 din Basel și finala din Turneul Campionilor desfășurat la Londra învingându-l pe Rafael Nadal.Cu această ultimă victorie a anului Federer a atins 66 de turnee câștigate în carieră, plasându-se pe locul 4 între Pete Sampras(64) și John McEnroe (77) în același timp egalând recordul lui Pete Sampras și Ivan Lendl de 5 victorii în Turneul Campionilor.

### 2011-2017
În 2011, chiar dacă nu câștigă niciun turneu de Mare șlem, Federer termină sezonul calendaristic de tenis în forță, câștigând trei turnee desfășurate pe suprafețe acoperite:  turneul de la Basel, Masters-ul de la Paris și al șaselea trofeu la Turneul Campionilor (un nou record în Open Era). Termină anul pe locul 3 în circuitul ATP.
În 2012, Federer are un sezon excelent, atingând penultimul act la Australian Open, câștigând turneul de la Dubai pentru a cincea oară în cariera sa și masters-ul de la Indian Wells pentru a patra oară. Câștigă apoi masters-ul de la Madrid (desfășurat pentru prima oară pe zgură albastră), pierde în semifinală la Roland Garros, în fața lui Djokovic, dar câștigă turneul de la Wimbledon, după ce trece în semifinală de Djokovic și în finală de Andy Murray, egalând totodată recordul lui Pete Sampras de șapte turnee de Mare șlem câștigate pe iarba londoneză. După semifinala cu Djokovic revine pe locul 1 în lume, depășind și recordul de 286 săptămâni în fruntea clasamentului mondial, record deținut până la acea oră de Sampras.  După aproape o lună de la finala de la Wimbledon, îl înfruntă din nou pe Andy Murray pe iarba londoneză, în finala Jocurilor Olimpice, dar pierde acest meci, fiind vădit afectat de semifinala epuizantă de 4 ore și 26 de minute câștigată în fața lui Juan Martin del Potro. Federer câștigă în 2012 și finala de la Cincinnati, după ce îl învinge fără drept de apel pe Djokovic, cu 6-0, 7-6(9-7), primul set durând doar 20 de minute. Djokovic își ia revanșa în finala de la Turneul Campionilor, învingându-l pe Federer după două seturi foarte disputate: 7–6(8–6), 7–5.     
În 2013, Federer a întâmpinat dificultăți din cauza durerilor de spate, în special în lunile martie și iulie. Aceste probleme au cauzat și căderea de pe locul 2 pe locul 6 ATP. În acest sezon, Federer nu a ajuns în nicio finală în primele patru luni ale anului, lucru care nu i s-a mai întâmplat din 1999. De altfel, pe parcursul întregului an nu a reușit să câștige decât un singur turneu, la Halle, unde îl învinge în finală pe Youzhny. Tot la Halle a jucat și la dublu, făcând pereche cu bunul și vechiul prieten, Tommy Haas. Totuși, victoria de la Halle devine una și mai importantă, ținându-se cont de faptul că Federer îl egalează pe John McEnroe la numărul de turnee câștigate în Open Era. Din păcate, forma de la Halle nu a putut fi menținută de Federer și în turneul de Mare șlem de la Wimbledon, acesta suferind una dintre cele mai urâte înfrângeri, fiind învins de Sergiy Stakhovsky în turul al doilea. Această înfrângere nu numai că a întrerupt recordul de 36 consecutive sferturi de finală jucate la turneele de Mare șlem, dar i-a adus și părăsirea topului primilor patru jucători, pentru prima oară din iulie 2003 și până la acea dată. Pe timpul verii, Federer a experimentat diverse modele de rachete de tenis, voind să adauge mai multă forță și stabilitate în loviturile sale. De exemplu, la open-ul german a folosit o rachetă Wilson de 98 de inch, cu 8 inch mai mare decât racheta pe care o folosise până atunci, un Wilson Pro Staff 6.1 90 BLX. Revine la racheta inițială pentru tot restul sezonului, suferind înfrângeri timpurii la Hamburg și Gstaad din cauza problemelor cauzate de durerile de spate. Joacă totuși finala de la Basel, fiind învins de Juan Martín del Potro în trei seturi. Cu această ocazie recunoaște că a greșit atunci când a participat la unele turnee, în loc să încerce să se recupereze total. Cea mai interesantă veste vine la sfârșitul lunii decembrie, când Federer anunță începutul unei colaborări cu idolul său din copilărie, Stefan Edberg, acesta devenindu-i co-antrenor alături de Severin Lüthi.
În 2014, Federer începe anul cu diverse schimbări de rachetă între 95 și 100 inch. La Australian Open, Federer îi învinge pe Jo-Wilfried Tsonga și Andy Murray, atingând a 11-a  semifinală consecutivă la Melbourne, înainte de pierde la Rafael Nadal trei seturi. Câștigă al șaselea turneu de la Dubai, după ce îl învinge în finală pe Tomáš Berdych. Joacă finala la Indian Wells, dar pierde în fața lui Novak Djokovic in setul decisiv, la tie-break. De asemenea, pierde finala de la Monte Carlo în fața lui Stan Wawrinka. La Halle câștigă al șaptelea turneu, după o finală contra lui Alejandro Falla. La Wimbledon, Federer joacă a 9-a finală, dar este învins de Djokovic după un meci epic de cinci seturi. Atinge și finala de la masters-ul canadian, dar este învins de Jo-Wilfried Tsonga. La masters-ul de la Shanghai, îl învinge pe Djokovic în semifinală, întrerupând astfel seria de 28 meciuri consecutive câștigate de sârb pe tărâm chinezesc. În finală îl învinge pe Gilles Simon, capturând, astfel, al 23-lea titlu la turneele masters. Victoria îl readuce pe elvețian pe locul doi în lume. Urmează victoria de la turneul indoor din Elveția, unde câștigă finala și, totodată, al 82-lea titlu din carieră. La Turneul Campionilor pierde finala în fața lui Dkokovic prin nepezentare, absența fiind cauzată de durerile de spate. Se reface în scurt timp și termină anul în forță, câștigând Cupa Davis cu echipa Elveției, după un meci contra lui Richard Gasquet.
În 2015, Federer începe sezonul cu turneul de la Birsbane, învingându-l în finală pe canadianul Milos Raonic și devenind, totodată, al treilea jucător din Open Era care depășește numărul de 1000 de meciuri câștigate. Își apără titlul de la Dubai, după o victorie în fața lui Djokovic, strângând în palmares 7 titluri la acest turneu. Djokovic își va lua revanșa mai târziu, învingându-l pe Federer în finala de la Indian Wells. Federer participă pentru prima oară la turneul pe zgură de la Istanbul și reușește să se impună în finală în fața lui Pablo Cuevas. Reușește să ajungă și în finala masters-ului de la Roma, dar pierde în fața lui Djokovic. Începe sezonul de iarbă cu turneul de la Halle, pe care îl și câștigă. La Wimbledon ajunge până în finala, pierzând în fața lui Djokovic în patru seturi. La masters-ul de la Cincinnati trece de Murray și Djokovic, câștigând turneul pentru a șaptea oară. La US Open, ajunge până în finală, fără să piardă un set, dar în ultimul act este din nou învins de Djokovic. Câștigă turneul de la Basel, în fața lui Nadal, fiind a șaptea oară când este victorios la acest turneu. Pierde finala de la Turneul Campionilor, după două seturi, în fața lui Djokovic. În decembrie, Federer se desparte de unul dintre antrenorii săi, și anume de Stefan Edberg. Alături de antrenorul activ, Severin Lüthi, va sosi un nou antrenor, croatul Ivan Ljubicic. 
În 2016, Federer a avut un an foarte dificil, din cauza problemelor de sănătate. Începe sezonul cu turneul de la Brisbane, dar pierde în finală în fața lui Raonic. Ajunge în semifinală la Australian Open, iar după ce pierde în fața lui Djokovic, se operează la genunchi, având probleme la menisc. Revenirea sa în competiții este întârziată și de un virus stomacal. Revine, până la urmă, la Monte Carlo, dar pierde în sferturi în fața lui Tsonga. Se retrage de la turneul de la Madrid din cauza durerilor de spate, iar apoi se retrage și de la Roland Garros. Cu această ocazie se întrerupe șirul său de 65 de participări consecutive de turneele de Mare Șlem. Se reîntoarce și participă la Wimbledon, pierzând în semifinală în fața lui Milos Raonic. Problemele de sănătate îl vor forța să se retragă de la Jocurile Olimpice și de la toate turneele din restul sezonului, dorind să se refacă în totalitate pentru sezonul din 2017.
În 2017, după o absență de șase luni din cauza unor dureri la un genunchi, Roger Federer a revenit pe terenul de tenis la Cupa Hopman. Fiind o competiție mixtă, Federer a făcut echipă cu Belinda Bencic, reprezentând Elveția. Ca echipă, ei au reușit să ajungă până în semifinala turneului unde au pierdut contra echipei Franței, formată din Kristina Mladenovic și Richard Gasquet. Următorul turneu la care a participat a fost  Australian Open. Aici reușește să-i învingă pe jucătorii de top 10 Tomáš Berdych și Nishikori pentru a atinge sferturile de finală. Apoi îl învinge pe Mischa Zverev, ceea ce îl face pe Federer să devină cel mai vârstnic jucător care atinge o semifinală de Mare șlem după Jimmy Connors în 1991. În semifinală îl învinge pe bunul său prieten, Wawrinka, în cinci seturi, devenind astfel cel mai vârstnic jucător care joacă o finală după Ken Rosewall în 1974 și Mal Anderson (1972). Federer îl învinge în finală pe marele său rival, Nadal, după ce Nadal a condus cu 3-1 la jocuri în setul decisiv. Cu această victorie, Federer atinge cota de 100 de meciuri jucate la turneul australian.  Totodată, devine cel mai vârstnic jucător care câștigă o finală de turneu de Mare șlem, după Rosewall în 1972. După un "scurtcircuit" la turneul de la Dubai, pierzând în fața nr. 116 în lume, Evgeny Donskoy, Federer își continuă revenirea de vis și câștigă masters-ul de la Indian Wells, după ce trece din nou de Nadal în turul al patrulea și de Stan Wawrinka în finală. Este al 25-la turneu masters pe care îl câștigă și al 90-lea titlu din carieră. După acest turneu revine pe locul 6 în lume. Federer a cucerit apoi titlul și la Miami, după ce a obținut a treia victorie din 2017 în fața lui Rafael Nadal în două seturi (6-3, 6-4), urcând pe locul 4 în clasamentul ATP. După un început de an formidabil, Federer decide să se retragă de la toate turneele desfășurate pe zgură, cu excepția turneului de Mare șlem de la Roland Garros. Ulterior, pe 15 mai, anunță că nu va participa nici la Roland Garros, din cauza faptului că nu este 100% pregătit și nu dorește să riște o accidentare care să-i pericliteze cariera.

## Recorduri
- Clasament ATP
  - A ocupat primul loc în clasamentul mondial masculin pentru un număr record în istoria tenisului de 237 săptămâni consecutive, între 2 februarie 2004 și 17 august 2008, detronându-l pe americanul Jimmy Connors (160 săptămâni) și ulterior a mai condus ierarhia timp de un an, între iunie 2009 și iunie 2010, oprindu-se la un total de 285 de săptămâni, cu o săptămână mai puțin decât recordul absolut deținut de Pete Sampras.În 2012 a ajuns la 302 de săptămâni.[25]

- Mare Șlem
  - Victorie în 20 turnee de Mare Șlem. Precedentul record era deținut de americanul Pete Sampras, cu 14 succese.[26]
  - A jucat în 30 finale de Mare Șlem - Precedentul record era deținut de cehul Ivan Lendl, cu 19 prezențe în finală.
  - Este primul jucător din toate timpurile care a câștigat cel puțin 65 de meciuri de simplu la fiecare din cele patru turnee de Mare Șlem,  cu un record impresionant de 87-13 la Australian Open, 65-16 la Roland Garros, 84-11 la Wimbledon și 78-11 la US Open [27].
  - A jucat 23 de semifinale consecutive în turneele de Mare Șlem, de la Wimbledon 2004 până la Australian Open 2010. Precedentul record, de 10 semifinale consecutive, era deținut de Ivan Lendl și Rod Laver.
  - De la Wimbledon 2005 până la Australian Open 2008, a jucat 10 finale consecutive în Marele Șlem. Precedentul record îi aparținea lui Rod Laver, 6 finale consecutive.
  - A câștigat toate cele 4 turnee diferite de Mare Șlem - record pe care îl deține împreună cu: Perry, Budge, Laver, Emerson, Agassi, Nadal si Djokovic.
  - A câștigat primele șapte finale pe care le-a jucat la turneele de Mare Șlem - record în "Open Era"
  - A disputat toate cele patru finale de Mare Șlem doi ani consecutiv, 2006 și 2007 - singur
  - Trei turnee de Mare Șlem câștigate pe an, în trei ani diferiți (2004,2006,2007) - singur
  - Cinci titluri consecutive la două turnee de Mare Șlem (Wimbledon, U.S. Open) - singur
  - Opt ani consecutiv (2003-2010) în care a câștigat cel puțin un Mare Șlem - împreună cu Borg și Sampras
  - Este primul jucător din istoria tenisului care a câștigat minim 5 finale la 3 dintre cele 4 turnee de Mare Șlem: Australian Open 5(6), Roland Garros 1(5), Wimbledon 7(10), U.S. Open 5(7) fiind în același timp și singurul care a jucat minim 5 finale la fiecare dintre cele patru turnee.
  - Cele mai multe seturi câștigate consecutiv la turnee de Mare Șlem: 36 - singur
  - Pe 8 iulie 2007 a câștigat turneul de tenis de la Wimbledon pentru a cincea oară consecutiv egalând recordul lui Bjorn Borg
  - A disputat 4 finale consecutive la Roland Garros - împreună cu Borg și Nadal
  - A disputat 7 finale consecutive la Wimbledon - singur
  - A ajuns cel puțin în faza semifinalelor la toate cele patru turnee de Mare Șlem în 5 ani consecutivi 2005-2009 - singur

- Turneul Campionilor în "Open Era"
  - A câștigat de 6 ori Turneul Campionilor - singur
  - A disputat de 10 ori finala la Turneul Campionilor - singur
  - A disputat de 13 ori semifinala la Turneul Campionilor - singur
  - A câștigat 52 de meciuri la Turneul Campionilor - singur
  - A participat la 14 ediții consecutive la Turneul Campionilor - singur
- Masters 1000
  - A câștigat 330 de meciuri la turneele Masters 1000
  - A disputat cel puțin o finală de Master Series 1000 pe an, timp de 14 ani consecutivi 2002-2015 - singur
  - A disputat toate finalele de Masters 1000 - impreuna cu Lendl, Djokovic, Nadal
  - A câștigat de 4 ori turneul de la Hamburg - singur
  - A câștigat de 7 ori turneul de la Cincinnati - singur
  - La Cincinnati, el a mai bifat un record impresionant, devenind primul tenismen din istorie care are peste 300 de victorii în turnee   Masters 1000. De asemenea, la Cincinnati a câștigat două titluri fără să piardă un set și fără să-și piardă serviciul, în 2012 și 2015.
- Diverse
  - A câștigat 24 de finale ATP consecutiv - singur
  - A disputat 16 finale din 17 turnee la care a participat într-un singur sezon (2006) - singur
  - Cel mai mare număr de victorii consecutive pe iarbă - 65 - singur
  - Cel mai mare număr de victorii consecutive pe ciment - 56 - singur
  - Minim 10 turnee ATP câștigate pe sezon timp de 3 ani consecutiv - singur
  - Deține cele mai multe titluri pe iarbă în Open Era :20

```
- singur
```

- - În cele 18 finale de Mare Șlem câștigate a învins 11 oponenți diferiți.(1. Philippoussis, 2. Safin, 3. Roddick, 4. Hewitt, 5. Agassi, 6. Baghdatis, 7. Nadal, 8. Gonzalez, 9. Djokovic, 10. Murray, 11. Soderling). - singur
  - Pe 19 august 2007 a câștigat al 50-lea titlu al carierei cu o victorie în fața americanului James Blake, totodată devenind al 5-lea cel mai tânăr jucător (26 de ani și 11 zile) care câștigă cel puțin 50 de titluri în carieră[28].
  - Prin calificarea în turul secund la US Open 2009, a devenit primul tenismen din istorie care depășește 50 de milioane de dolari bani câștigați exclusiv din tenis, iar la sfârșitul anului 2010, după câștigarea Turneului Campionilor, a depășit suma de 60 de milioane de dolari.[29]
  - Federer a petrecut cele mai multe săptămâni la rând în top 50 ATP. Mai exact, Federer se afla în top 50 începând cu 2000 și a adunat astfel 875 de saptamani la rând până la data de 14 martie 2017.

## Stilul de joc
Roger Federer este un jucător versatil, cu un joc complet, ce stăpânește atât raliurile lungi din spatele terenului, cât și venirile la fileu, smash-ul, stopul, voleul, lobul, lovitura scurtă sau drive.Aspectul general al jocului său este unul fluid, dinamic dar fără risipă de energie, venit din talent dar guvernat de strategie și inteligenta.  Serviciul este de foarte bună calitate, nefiind unul deosebit de puternic sau rapid, este în schimb foarte bine plasat și imprevizibil, obținând un mare număr de ași și servicii nereturnate.
Deși este bun în defensivă, jocul lui Federer este unul deosebit de ofensiv, preferând mingile scurte dar decisive în locul raliurilor lungi. Pentru a realiza acest lucru, Federer amestecă în jocul său lovituri ale mingii cât mai timpurii, în urcare, demivoleu sau voleu fără să imprime mult efect (lovitura plată dar rapidă și bine plasată) cu lovituri tăiate, cu mult efect „top sau under spin” care plutesc mai mult, conferindu-i timp să revină în ofensivă. Folosește des serviciu-voleu sau scurta stopată la fileu.
Roger Federer este dreptaci și, după spusele sale, lovitura preferată este cea de dreapta (forehand), iar despre lovitura de rever executată cu o mână, deși este una dintre cele mai bune din circuitul ATP, el spune că mai are loc de perfecționare .
Pe atacul adversarului se apără cu lovituri în lung de linie, lobate, și diagonale executate cu mare acuratețe.
Din arsenalul său tehnic nu lipsesc nici loviturile mai pretențioase cum ar fi smash-ul de stânga cu spatele, smash-ul sărit (a la Sampras), demivoleul din spatele terenului (o specialitate Federer), lovitura defensivă printre picioare, lovitura prin exteriorul fileului etc.
Jocul său se adaptează cel mai bine pe iarbă și ciment (hard) dar este foarte bun și pe zgură.
Uneori în jocul său apar greșeli sau perioade cu greșeli pe care mulți le pun pe seama lipsei de concentrare și relaxarea survenită după un moment de dominare a adversarului său, pe dorința lui Federer de a lovi mingile cât mai perfect, astfel că marja de eroare este ridicată.

## Antrenori, echipament și sponsori
Mare parte din carieră, Federer a jucat fără antrenor, având în "staff"-ul său doar parteneri de antrenament precum Reto Staubli sau fizioterapeuți precum Pierre Paganini și Pavel Kovac. 
Antrenorii care l-au îndrumat pe Roger Federer până în prezent sunt:
- 1989-1994 -Seppli Kacovsky , juniorat
- 1995-2002 -Peter Carter
- 2000-2003 -Peter Lundgren,
- 2005-2007 -Tony Roche
- 2008      -Jose Higueras , pentru sezonul de zgură
- 2010-2013 -Paul Annacone
- 2013-2015 -Stefan Edberg
- 2016-     -Ivan Ljubicic

Roger Federer poartă echipament Nike și folosește o rachetă Willson.
Federer reprezintă imaginea mai multor firme prestigioase precum: Credit Suisse, Gillette, Jura-aparate cafea, Mercedes Benz, NetJets-linie aviatică, Rolex-ceasuri. În 2009, Federer a devenit ambasador al firmei elvețiene de ciocolată Lindt. În 2010, contractul cu Mercedes-Benz China s-a extins pe plan mondial.   
Începând cu 2012, Federer devine noul ambasador al șampaniei Moët & Chandon.

## Rezultate

### Finale simplu Grand șlem (30)

#### Câștigător (20)
| An   | Turneu              | Finalist           | Scor                           |
| 2003 | Wimbledon (1)       | Mark Philippoussis | 7-6(5), 6-2, 7-6(3)            |
| 2004 | Australian Open (1) | Marat Safin        | 7-6(3), 6-4, 6-2               |
| 2004 | Wimbledon (2)       | Andy Roddick       | 4-6, 7-5, 7-6(3), 6-4          |
| 2004 | U.S. Open (1)       | Lleyton Hewitt     | 6-0, 7-6(3), 6-0               |
| 2005 | Wimbledon (3)       | Andy Roddick       | 6-2, 7-6(2), 6-4               |
| 2005 | U.S. Open (2)       | Andre Agassi       | 6-3, 2-6, 7-6(1), 6-1          |
| 2006 | Australian Open (2) | Marcos Baghdatis   | 5-7, 7-5, 6-0, 6-2             |
| 2006 | Wimbledon (4)       | Rafael Nadal       | 6-0, 7-6(5), 6-7(2), 6-3       |
| 2006 | U.S. Open (3)       | Andy Roddick       | 6-2, 4-6, 7-5, 6-1             |
| 2007 | Australian Open (3) | Fernando González  | 7-6(2), 6-4, 6-4               |
| 2007 | Wimbledon (5)       | Rafael Nadal       | 7-6(7), 4-6, 7-6(3), 2-6, 6-2  |
| 2007 | U.S. Open (4)       | Novak Djokovic     | 7-6(4), 7-6(2), 6-4            |
| 2008 | U.S. Open (5)       | Andy Murray        | 6-2, 7-5, 6-2                  |
| 2009 | Roland Garros (1)   | Robin Söderling    | 6-1, 7-6(1), 6-4               |
| 2009 | Wimbledon (6)       | Andy Roddick       | 5-7 7-6(6), 7-6(5), 3-6, 16-14 |
| 2010 | Australian Open (4) | Andy Murray        | 6-3 6-4, 7-6(11)               |
| 2012 | Wimbledon (7)       | Andy Murray        | 4-6, 7-5, 6-3, 6-4             |
| 2017 | Australian Open (5) | Rafael Nadal       | 6-4, 3-6, 6-1, 3-6, 6-3        |
| 2017 | Wimbledon (8)       | Marin Cilič        | 6-3, 6-1, 6-4                  |
| 2018 | Australian Open (6) | Marin Cilič        | 6-2, 6-7(5/7), 6-3, 3-6, 6-1   |

#### Finalist (10)
| An   | Turneu            | Câștigător finală     | Scor                              |
| 2006 | Roland Garros     | Rafael Nadal          | 1-6, 6-1, 6-4, 7-6(4)             |
| 2007 | Roland Garros (2) | Rafael Nadal          | 6-3, 4-6, 6-3, 6-4                |
| 2008 | Roland Garros (3) | Rafael Nadal          | 6-1, 6-3, 6-0                     |
| 2008 | Wimbledon (1)     | Rafael Nadal          | 6-4, 6-4, 6-7(5), 6-7(6), 9-7     |
| 2009 | Australian Open   | Rafael Nadal          | 7–5, 3–6, 7–6(3), 3–6, 6–2        |
| 2009 | US Open           | Juan Martin Del Potro | 3-6, 7–6, 4–6, 7–6, 6–2           |
| 2011 | Roland Garros (4) | Rafael Nadal          | 7-5, 7-6(3), 5-7, 6-1             |
| 2014 | Wimbledon(2)      | Novak Djokovic        | 7–6(9–7), 4–6, 6–7(4–7), 7–5, 4–6 |
| 2015 | Wimbledon(3)      | Novak Djokovic        | 6–7(1–7), 7–6(12–10), 4–6, 3–6    |
| 2015 | US Open(2)        | Novak Djokovic        | 4–6, 7–5, 4–6, 4–6                |

### Finale simplu Turneul campionilor (10)

#### Câștigător (6)
| An   | Turneu   | Finalist           | Scor            |
| 2003 | Houston  | Andre Agassi       | 6-3, 6-0, 6-4   |
| 2004 | Houston  | Lleyton Hewitt     | 6-3, 6-2        |
| 2006 | Shanghai | James Blake        | 6-0, 6-3, 6-4   |
| 2007 | Shanghai | David Ferrer       | 6-2, 6-3, 6-2   |
| 2010 | Londra   | Rafael Nadal       | 6-3, 3-6, 6-1   |
| 2011 | Londra   | Jo-Wilfried Tsonga | 6-3, 6-7/6, 6-3 |

#### Finalist (4)
| An   | Turneu   | Câștigător finală | Scor                              |
| 2005 | Shanghai | David Nalbandian  | 6-7(4), 6-7(11), 6-2, 6-1, 7-6(3) |
| 2012 | Londra   | Novak Djokovici   | 7-6(6), 7-5                       |
| 2014 | Londra   | Novak Djokovici   | walkover                          |
| 2015 | Londra   | Novak Djokovici   | 3-6, 4-6                          |

### Finale simplu ATP Masters Series (48)

#### Câștigător (28)
| An   | Turneu                | Finalist           | Scor                          |
| 2002 | Hamburg               | Marat Safin        | 6-1, 6-3, 6-4                 |
| 2004 | Indian Wells          | Tim Henman         | 6-3, 6-3                      |
| 2004 | Hamburg (2)           | Guillermo Coria    | 4-6, 6-4, 6-2, 6-3            |
| 2004 | Toronto               | Andy Roddick       | 7-5, 6-3                      |
| 2005 | Indian Wells (2)      | Lleyton Hewitt     | 6-2, 6-4, 6-4                 |
| 2005 | Miami                 | Rafael Nadal       | 2-6, 6-7(4), 7-6(5), 6-3, 6-1 |
| 2005 | Hamburg (3)           | Richard Gasquet    | 6-3, 7-5, 7-6(4)              |
| 2005 | Cincinnati            | Andy Roddick       | 6-3, 7-5                      |
| 2006 | Indian Wells (3)      | James Blake        | 7-5, 6-3, 6-0                 |
| 2006 | Miami (2)             | Ivan Ljubičić      | 7-6(5), 7-6(4), 7-6(6)        |
| 2006 | Toronto (2)           | Richard Gasquet    | 2-6, 6-3, 6-2                 |
| 2006 | Madrid                | Fernando González  | 7-5, 6-1, 6-0                 |
| 2007 | Hamburg (4)           | Rafael Nadal       | 2-6, 6-2, 6-0                 |
| 2007 | Cincinnati (2)        | James Blake        | 6-1, 6-4                      |
| 2009 | Madrid                | Rafael Nadal       | 6-4, 6-4                      |
| 2009 | Cincinnati (3)        | Novak Djokovic     | 6-1, 7-5                      |
| 2010 | Cincinnati (4)        | Mardy Fish         | 6-7(5), 7-6(1), 6-4           |
| 2011 | Paris (1)             | Jo-Wilfried Tsonga | 6-1, 7-6(3)                   |
| 2012 | Indian Wells, SUA (4) | John Isner         | 7-6(9/7), 6-3                 |
| 2012 | Madrid, Spania (3)    | Tomáš Berdych      | 3-6, 7-5, 7-5                 |
| 2012 | Cincinnati (5)        | Novak Djokovic     | 6-0, 7-6(7)                   |
| 2014 | Cincinnati (6)        | David Ferrer       | 6-3, 1-6, 6-2                 |
| 2014 | Shanghai              | Gilles Simon       | 7-6(8/6), 7-6(7/2)            |
| 2015 | Cincinnati (7)        | Novak Djokovic     | 7-6(7/1), 6-3                 |
| 2017 | Indian Wells, SUA (5) | Stanislas Wawrinka | 6-4, 7-5                      |
| 2017 | Miami (3)             | Rafael Nadal       | 6-3, 6-4                      |
| 2017 | Shanghai (2)          | Rafael Nadal       | 6-4, 6-3                      |
| 2019 | Miami (4)             | John Isner         | 6-1, 6-4                      |

#### Finalist (20)
| An   | Turneu       | Câștigător finală     | Scor                             |
| 2002 | Miami        | Andre Agassi          | 6-3, 6-3, 3-6, 6-4               |
| 2003 | Roma         | Félix Mantilla        | 7-5, 6-2, 7-6(10)                |
| 2006 | Monte Carlo  | Rafael Nadal          | 6-2, 6-7(2), 6-3, 7-6(5)         |
| 2006 | Roma         | Rafael Nadal          | 6-7(0), 7-6(5), 6-4, 2-6, 7-6(5) |
| 2007 | Monte Carlo  | Rafael Nadal          | 6-4, 6-4                         |
| 2007 | Montreal     | Novak Djokovic        | 7-6(2), 2-6, 7-6(2)              |
| 2007 | Madrid       | David Nalbandian      | 1-6, 6-4, 6-4                    |
| 2008 | Monte Carlo  | Rafael Nadal          | 7-5, 7-5                         |
| 2008 | Hamburg      | Rafael Nadal          | 7-5, 6-7(4), 6-3                 |
| 2010 | Madrid       | Rafael Nadal          | 6–4, 7–6(5)                      |
| 2010 | Toronto      | Andy Murray           | 7-5, 7-5                         |
| 2010 | Shanghai     | Andy Murray           | 6-3, 6-2                         |
| 2013 | Roma         | Rafael Nadal          | 6-1, 6-3                         |
| 2014 | Indian Wells | Novak Djokovic        | 3-6, 6-3, 7-6(3)                 |
| 2014 | Monte Carlo  | Stanislas Wawrinka    | 4-6, 7-6(5), 6-2                 |
| 2014 | Toronto      | Jo-Wilfried Tsonga    | 7-5, 7-6 (3)                     |
| 2015 | Indian Wells | Novak Djokovic        | 6-2, 6-7(5-7), 6-3               |
| 2015 | Roma         | Novak Djokovic        | 6-4, 6-3                         |
| 2018 | Indian Wells | Juan Martin Del Potro | 4-6, 7-6(8), 6-7(2)              |
| 2019 | Indian Wells | Dominic Thiem         | 3-6, 6-3, 7-5                    |

### Finale simplu (152)

#### Câștigător (102)

##### Finalist (50)
| Legendă                      |
| Grand Slam (20)              |
| Tennis Masters Cup (6)       |
| ATP Masters Series 1000 (27) |
| Turnee ATP 500 (22)          |
| Turnee ATP 250 (24)          |

| Suprafață joc |
| Ciment (67)   |
| Iarbă (19)    |
| Zgură (11)    |
| Sintetic (4)  |

| Nr.  | Dată               | Turneu                                    | Suprafață | Finalist              | Scor                            |
| 1.   | 4 februarie 2001   | Milano, Italia                            | Sintetic  | Julien Boutter        | 6-4, 6-7(7), 6-4                |
| 2.   | 13 ianuarie 2002   | Sydney, Australia                         | Ciment    | Juan Ignacio Chela    | 6-3, 6-3                        |
| 3.   | 19 mai 2002        | Hamburg, Germania                         | Zgură     | Marat Safin           | 6-1, 6-3, 6-4                   |
| 4.   | 13 octombrie 2002  | Viena, Austria                            | Ciment    | Jiří Novák            | 6-4, 6-1, 3-6, 6-4              |
| 5.   | 16 februarie 2003  | Marseille, Franța                         | Ciment    | Jonas Björkman        | 6-2, 7-6(6)                     |
| 6.   | 2 martie 2003      | Dubai, EAU                                | Ciment    | Jiří Novák            | 6-1, 7-6(2)                     |
| 7.   | 4 mai 2003         | München, Germania                         | Zgură     | Jarkko Nieminen       | 6-1, 6-4                        |
| 8.   | 15 iunie 2003      | Halle, Germania                           | Iarbă     | Nicolas Kiefer        | 6-1, 6-3                        |
| 9.   | 6 iulie 2003       | Wimbledon, Londra, Marea Britanie         | Iarbă     | Mark Philippoussis    | 7-6(5), 6-2, 7-6(3)             |
| 10.  | 12 octombrie 2003  | Viena, Austria (2)                        | Ciment    | Carlos Moyà           | 6-3, 6-3, 6-3                   |
| 11.  | 16 noiembrie 2003  | Turneul Campionilor, Houston, SUA         | Ciment    | Andre Agassi          | 6-3, 6-0, 6-4                   |
| 12.  | 1 februarie 2004   | Australian Open, Melbourne, Australia     | Ciment    | Marat Safin           | 7-6(3), 6-4, 6-2                |
| 13.  | 7 martie 2004      | Dubai, EAU (2)                            | Ciment    | Feliciano López       | 4-6, 6-1, 6-2                   |
| 14.  | 21 martie 2004     | Indian Wells, SUA                         | Ciment    | Tim Henman            | 6-3, 6-3                        |
| 15.  | 16 mai 2004        | Hamburg, Germania (2)                     | Zgură     | Guillermo Coria       | 4-6, 6-4, 6-2, 6-3              |
| 16.  | 13 iunie 2004      | Halle, Germania (2)                       | Iarbă     | Mardy Fish            | 6-0, 6-3                        |
| 17.  | 4 iulie 2004       | Wimbledon, Londra, Marea Britanie (2)     | Iarbă     | Andy Roddick          | 4-6, 7-5, 7-6(3), 6-4           |
| 18.  | 11 iulie 2004      | Gstaad, Elveția                           | Zgură     | Igor Andreev          | 6-2, 6-3, 5-7, 6-3              |
| 19.  | 1 august 2004      | Toronto, Canada                           | Ciment    | Andy Roddick          | 7-5, 6-3                        |
| 20.  | 12 septembrie 2004 | U.S. Open, New York, SUA                  | Ciment    | Lleyton Hewitt        | 6-0, 7-6(3), 6-0                |
| 21.  | 3 octombrie 2004   | Bangkok, Thailanda                        | Ciment    | Andy Roddick          | 6-4, 6-0                        |
| 22.  | 21 noiembrie 2004  | Turneul Campionilor, Houston, SUA (2)     | Ciment    | Lleyton Hewitt        | 6-3, 6-2                        |
| 23.  | 9 ianuarie 2005    | Doha, Qatar                               | Ciment    | Ivan Ljubičić         | 6-3, 6-1                        |
| 24.  | 20 februarie 2005  | Rotterdam, Olanda                         | Ciment    | Ivan Ljubičić         | 5-7, 7-5, 7-6(5)                |
| 25.  | 27 februarie 2005  | Dubai, EAU (3)                            | Ciment    | Ivan Ljubičić         | 6-1, 6-7(6), 6-3                |
| 26.  | 20 martie 2005     | Indian Wells, SUA (2)                     | Ciment    | Lleyton Hewitt        | 6-2, 6-4, 6-4                   |
| 27.  | 3 aprilie 2005     | Miami, SUA                                | Ciment    | Rafael Nadal          | 2-6, 6-7(4), 7-6(5), 6-3, 6-1   |
| 28.  | 15 mai 2005        | Hamburg, Germania (3)                     | Zgură     | Richard Gasquet       | 6-3, 7-5, 7-6(4)                |
| 29.  | 13 iunie 2005      | Halle, Germania (3)                       | Iarbă     | Marat Safin           | 6-4, 6-7(6), 6-4                |
| 30.  | 3 iulie 2005       | Wimbledon, Londra, Marea Britanie (3)     | Iarbă     | Andy Roddick          | 6-2, 7-6(2), 6-4                |
| 31.  | 21 august 2005     | Cincinnati, SUA                           | Ciment    | Andy Roddick          | 6-3, 7-5                        |
| 32.  | 11 septembrie 2005 | U.S. Open, New York, SUA (2)              | Ciment    | Andre Agassi          | 6-3, 2-6, 7-6(1), 6-1           |
| 33.  | 2 octombrie 2005   | Bangkok, Thailanda (2)                    | Ciment    | Andy Murray           | 6-3, 7-5                        |
| 34.  | 8 ianuarie 2006    | Doha, Qatar (2)                           | Ciment    | Gaël Monfils          | 6-3, 7-6(5)                     |
| 35.  | 29 ianuarie 2006   | Australian Open, Melbourne, Australia (2) | Ciment    | Marcos Baghdatis      | 5-7, 7-5, 6-0, 6-2              |
| 36.  | 19 martie 2006     | Indian Wells, SUA (3)                     | Ciment    | James Blake           | 7-5, 6-3, 6-0                   |
| 37.  | 2 aprilie 2006     | Miami, SUA (2)                            | Ciment    | Ivan Ljubičić         | 7-6(5), 7-6(4), 7-6(6)          |
| 38.  | 18 iunie 2006      | Halle, Germania (4)                       | Iarbă     | Tomáš Berdych         | 6-0, 6-7(4), 6-2                |
| 39.  | 9 iulie 2006       | Wimbledon, Londra, Marea Britanie (4)     | Iarbă     | Rafael Nadal          | 6-0, 7-6(5), 6-7(2), 6-3        |
| 40.  | 13 august 2006     | Toronto, Canada (2)                       | Ciment    | Richard Gasquet       | 2-6, 6-3, 6-2                   |
| 41.  | 10 septembrie 2006 | U.S. Open, New York, SUA (3)              | Ciment    | Andy Roddick          | 6-2, 4-6, 7-5, 6-1              |
| 42.  | 8 octombrie 2006   | Tokio, Japonia                            | Ciment    | Tim Henman            | 6-3, 6-3                        |
| 43.  | 22 octombrie 2006  | Madrid, Spania                            | Ciment    | Fernando González     | 7-5, 6-1, 6-0                   |
| 44.  | 29 octombrie 2006  | Basel, Elveția                            | Sintetic  | Fernando González     | 6-3, 6-2, 7-6(3)                |
| 45.  | 19 noiembrie 2006  | Turneul Campionilor, Shanghai, China (3)  | Ciment    | James Blake           | 6-0, 6-3, 6-4                   |
| 46.  | 28 ianuarie 2007   | Australian Open, Melbourne, Australia (3) | Ciment    | Fernando González     | 7-6(2), 6-4, 6-4                |
| 47.  | 3 martie 2007      | Dubai, EAU (4)                            | Ciment    | Mihail Iujnîi         | 6-4, 6-3                        |
| 48.  | 20 mai 2007        | Hamburg, Germania (4)                     | Zgură     | Rafael Nadal          | 2-6, 6-2, 6-0                   |
| 49.  | 8 iulie 2007       | Wimbledon, Londra, Marea Britanie (5)     | Iarbă     | Rafael Nadal          | 7-6(7), 4-6, 7-6(3), 2-6, 6-2   |
| 50.  | 19 august 2007     | Cincinnati, SUA (2)                       | Ciment    | James Blake           | 6-1, 6-4                        |
| 51.  | 9 septembrie 2007  | U.S. Open, New York, SUA (4)              | Ciment    | Novak Djokovic        | 7-6(4), 7-6(2), 6-4             |
| 52.  | 28 octombrie 2007  | Basel, Elveția (2)                        | Ciment    | Jarkko Nieminen       | 6-3, 6-4                        |
| 53.  | 18 noiembrie 2007  | Turneul Campionilor, Shanghai, China (4)  | Ciment    | David Ferrer          | 6-2, 6-3, 6-2                   |
| 54.  | 20 aprilie 2008    | Estoril, Portugalia                       | Zgură     | Nikolai Davîdenko     | 6-4, 2-1(abandon)               |
| 55.  | 15 iunie 2008      | Halle, Germania (5)                       | Iarbă     | Philipp Kohlschreiber | 6-3, 6-4                        |
| 56.  | 8 septembrie 2008  | U.S. Open, New York, SUA (5)              | Ciment    | Andy Murray           | 6-2, 7-5, 6-2                   |
| 57.  | 26 octombrie 2008  | Basel, Elveția (3)                        | Carpetă   | David Nalbandian      | 6-4, 6-3                        |
| 58.  | 17 mai 2009        | Madrid, Spania (2)                        | Zgură     | Rafael Nadal          | 6-4, 6-4                        |
| 59.  | 7 iunie 2009       | Roland Garros, Paris, Franța              | Zgură     | Robin Söderling       | 6-1, 7-6(1), 6-4                |
| 60.  | 5 iulie 2009       | Wimbledon, Londra, Marea Britanie (6)     | Iarbă     | Andy Roddick          | 5-7, 7-6(6), 7-6(5), 3-6, 16-14 |
| 61.  | 23 august 2009     | Cincinnati, SUA (3)                       | Ciment    | Novak Djokovic        | 6-1, 7-5                        |
| 62.  | 31 ianuarie 2010   | Australian Open, Melbourne, Australia (4) | Ciment    | Andy Murray           | 6-3, 6-4, 7-6                   |
| 63.  | 22 august 2010     | Cincinnati, SUA (4)                       | Ciment    | Mardy Fish            | 6-7 (5/7), 7-6 (7/1), 6-4       |
| 64.  | 18 octombrie 2010  | Stockholm, Suedia                         | Sintetic  | Florian Mayer         | 6-4, 6-3                        |
| 65.  | 1 noiembrie 2010   | Basel, Elveția (4)                        | Sintetic  | Novak Djokovic        | 6-4, 3-6, 6-1                   |
| 66.  | 28 noiembrie 2010  | Turneul Campionilor, Londra, UK (5)       | Sintetic  | Rafael Nadal          | 6-3, 3-6, 6-1                   |
| 67.  | 8 ianuarie 2011    | Doha, Qatar (3)                           | Ciment    | Nikolai Davîdenko     | 6-3, 6-4                        |
| 68.  | 6 noiembrie 2011   | Basel, Elveția (5)                        | Sintetic  | Kei Nishikori         | 6-1, 6-3                        |
| 69.  | 13 noiembrie 2011  | Paris, Franța (1)                         | Sintetic  | Jo-Wilfried Tsonga    | 6-1, 7-6(3)                     |
| 70.  | 27 noiembrie 2011  | Turneul Campionilor, Londra, UK (6)       | Sintetic  | Jo-Wilfried Tsonga    | 6-3, 6-7/6, 6-3                 |
| 71.  | 19 februarie 2012  | Rotterdam, Olanda (2)                     | Ciment    | Juan Martin Del Potro | 6-1, 6-4                        |
| 72.  | 3 martie 2012      | Dubai, EAU (5)                            | Ciment    | Andy Murray           | 7-5, 6-4                        |
| 73.  | 18 martie 2012     | Indian Wells, SUA (4)                     | Ciment    | John Isner            | 7-6(9/7), 6-3                   |
| 74.  | 13 mai 2012        | Madrid, Spania (3)                        | Zgură     | Tomáš Berdych         | 3-6, 7-5, 7-5                   |
| 75.  | 8 iulie 2012       | Wimbledon, Londra, Marea Britanie (7)     | Iarbă     | Andy Murray           | 4-6, 7-5, 6-3, 6-4              |
| 76.  | 19 august 2012     | Cincinnati, SUA (5)                       | Ciment    | Novak Djokovic        | 6-0 , 7-6(7)                    |
| 77.  | 16 iunie 2013      | Halle, Germania (6)                       | Iarbă     | Mikhail Youzhny       | 6-7 (5), 6-3, 6-4               |
| 78.  | 1 martie 2014      | Dubai, EAU (6)                            | Ciment    | Tomáš Berdych         | 3-6, 6-4, 6-3                   |
| 79.  | 16 iunie 2014      | Halle, Germania (7)                       | Iarbă     | Alejandro Falla       | 7-6 (2), 7-6 (3)                |
| 80.  | 17 august 2014     | Cincinnati, SUA (6)                       | Ciment    | David Ferrer          | 6-3, 1-6, 6-2                   |
| 81.  | 12 octombrie 2014  | Shanghai, China                           | Ciment    | Gilles Simon          | 7-6(8/6), 7-6(7/2)              |
| 82.  | 26 octombrie 2014  | Basel, Elveția (6)                        | Sintetic  | David Goffin          | 6-2, 6-2                        |
| 83.  | 11 ianuarie 2015   | Brisbane, Australia                       | Sintetic  | Milos Raonic          | 6-4, 6-7(2/7), 6-4              |
| 84.  | 28 februarie 2015  | Dubai, EAU (7)                            | Ciment    | Novak Djokovic        | 6-3, 7-5                        |
| 85.  | 3 mai 2015         | Istanbul, Turcia (1)                      | Zgură     | Pablo Cuevas          | 6-3, 7-6(13/11)                 |
| 86.  | 21 iunie 2015      | Halle, Germania (8)                       | Iarbă     | Andreas Seppi         | 7-6(7/1), 6-4                   |
| 87.  | 23 august 2015     | Cincinnati, SUA (7)                       | Ciment    | Novak Djokovic        | 7-6(7/1), 6-3                   |
| 88.  | 1 noiembrie 2015   | Basel, Elveția (7)                        | Sintetic  | Rafael Nadal          | 6-3, 5-7, 6-3                   |
| 89.  | 29 ianuarie 2017   | Australian Open, Melbourne, Australia (5) | Ciment    | Rafael Nadal          | 6-4, 3-6, 6-1, 3-6, 6-3         |
| 90.  | 19 martie 2017     | Indian Wells, SUA (5)                     | Ciment    | Stanislas Wawrinka    | 6-4, 7-5                        |
| 91.  | 2 aprilie 2017     | Miami, SUA (3)                            | Ciment    | Rafael Nadal          | 6-3, 6-4                        |
| 92.  | 25 iunie 2017      | Halle, Germania (9)                       | Iarbă     | Alexander Zverev      | 6-1, 6-3                        |
| 93.  | 16 iulie 2017      | Wimbledon, Londra, Marea Britanie (8)     | Iarbă     | Marin Cilic           | 6-3, 6-1, 6-4                   |
| 94.  | 15 octombrie 2017  | Shanghai, China (2)                       | Ciment    | Rafael Nadal          | 6-4, 6-3                        |
| 95.  | 29 octombrie 2017  | Basel, Elveția (8)                        | Sintetic  | Juan Martin Del Potro | 6-7(7/5), 6-4, 6-3              |
| 96.  | 28 ianuarie 2018   | Australian Open, Melbourne, Australia (6) | Ciment    | Marin Cilic           | 6-2, 6-7(5/7), 6-3, 3-6, 6-1    |
| 97.  | 18 februarie 2018  | Rotterdan, Olanda                         | Ciment    | Grigor Dimitrov       | 6-2, 6-2                        |
| 98.  | 17 iunie 2018      | Stuttgart, Germania                       | Iarbă     | Miloš Raonić          | 6-4, 7-6(7/3)                   |
| 99.  | 28 octombrie 2018  | Basel, Elveția (9)                        | Sintetic  | Marius Copil          | 7-6(7/5), 6-4                   |
| 100. | 2 martie 2019      | Dubai, EAU (8)                            | Ciment    | Stefanos Tsitsipas    | 6-4, 6-4                        |
| 101. | 31 martie 2019     | Miami, SUA (4)                            | Ciment    | John Isner            | 6-1, 6-4                        |
| 102. | 23 iunie 2019      | Halle, Germania (10)                      | Iarbă     | David Goffin          | 7-6(7/2), 6-2                   |

| Nr. | Dat                | Turneu                                   | Suprafață | Câștigător finală     | Scor                                |
| 1.  | 13 februarie 2000  | Marseille, Franța                        | Sintetic  | Marc Rosset           | 2-6, 6-3, 7-6(5)                    |
| 2.  | 29 octombrie 2000  | Basel, Elveția                           | Sintetic  | Thomas Enqvist        | 6-2, 4-6, 7-6(4), 1-6, 6-1          |
| 3.  | 25 februarie 2001  | Rotterdam, Olanda                        | Ciment    | Nicolas Escudé        | 7-5, 3-6, 7-6(5)                    |
| 4.  | 28 octombrie 2001  | Basel, Elveția                           | Sintetic  | Tim Henman            | 6-3, 6-4, 6-2                       |
| 5.  | 3 februarie 2002   | Milano, Italia                           | Sintetic  | Davide Sanguinetti    | 7-6(2), 4-6, 6-1                    |
| 6.  | 31 martie 2002     | Miami, SUA                               | Ciment    | Andre Agassi          | 6-3, 6-3, 3-6, 6-4                  |
| 7.  | 11 mai 2003        | Roma, Italia                             | Zgură     | Félix Mantilla        | 7-5, 6-2, 7-6(10)                   |
| 8.  | 13 iulie 2003      | Gstaad, Elveția                          | Zgură     | Jiří Novák            | 5-7, 6-3, 6-3, 1-6, 6-3             |
| 9.  | 20 noiembrie 2005  | Tennis Masters Cup, Shanghai, China      | Sintetic  | David Nalbandian      | 6-7(4), 6-7(11), 6-2, 6-1, 7-6(3)   |
| 10. | 5 martie 2006      | Dubai, EAU                               | Ciment    | Rafael Nadal          | 2-6, 6-4, 6-4                       |
| 11. | 23 aprilie 2006    | Monte Carlo, Monaco                      | Zgură     | Rafael Nadal          | 6-2, 6-7(2), 6-3, 7-6(5)            |
| 12. | 14 mai 2006        | Roma, Italia                             | Zgură     | Rafael Nadal          | 6-7(0), 7-6(5), 6-4, 2-6, 7-6(5)    |
| 13. | 11 iunie 2006      | French Open, Paris, Franța               | Zgură     | Rafael Nadal          | 1-6, 6-1, 6-4, 7-6(4)               |
| 14. | 22 aprilie 2007    | Monte Carlo, Monaco                      | Zgură     | Rafael Nadal          | 6-4, 6-4                            |
| 15. | 10 iunie 2007      | French Open, Paris, Franța               | Zgură     | Rafael Nadal          | 6-3, 4-6, 6-3, 6-4                  |
| 16. | 12 august 2007     | Montreal, Canada                         | Ciment    | Novak Djokovic        | 7-6(2), 2-6, 7-6(2)                 |
| 17. | 21 octombrie 2007  | Madrid, Spania                           | Ciment    | David Nalbandian      | 1-6, 6-3, 6-3                       |
| 18. | 28 aprilie 2008    | Monte Carlo, Monaco                      | Zgură     | Rafael Nadal          | 7-5, 7-5                            |
| 19. | 18 mai 2008        | Hamburg, Germania                        | Zgură     | Rafael Nadal          | 7-5, 6-7(3), 6-3                    |
| 20. | 8 iunie 2008       | Roland Garros French Open, Paris, Franța | Zgură     | Rafael Nadal          | 6-1, 6-3, 6-0                       |
| 21. | 6 iulie 2008       | Wimbledon, Londra                        | Iarbă     | Rafael Nadal          | 6–4, 6–4, 6–7(5), 6–7(8), 9–7       |
| 22. | 1 februarie 2009   | Australian Open, Melbourne, Australia    | Ciment    | Rafael Nadal          | 7–5, 3–6, 7–6(3), 3–6, 6–2          |
| 23. | 14 septembrie 2009 | US Open, New York, USA                   | Ciment    | Juan Martin Del Potro | 3-6, 7-6(5), 4-6, 7-6(4), 6-2       |
| 24. | 8 noiembrie 2009   | Basel, Elveția                           | Ciment    | Novak Djokovic        | 6–4, 4–6, 6–2                       |
| 25. | 16 mai 2010        | Madrid, Spania                           | Zgură     | Rafael Nadal          | 6–4, 7–6(5)                         |
| 26. | 13 iunie 2010      | Halle, Germania                          | Iarbă     | Lleyton Hewitt        | 3–6, 7–6(4), 6–4                    |
| 27. | 15 august 2010     | Toronto, Canada                          | Ciment    | Andy Murray           | 7-5, 7-5                            |
| 28. | 17 octombrie 2010  | Shanghai, China                          | Ciment    | Andy Murray           | 6-3, 6-2                            |
| 29. | 26 februarie 2011  | Dubai, EAU                               | Ciment    | Novak Djokovic        | 6-3, 6-3                            |
| 30. | 5 iunie 2011       | Roland Garros French Open, Paris, Franța | Zgură     | Rafael Nadal          | 7-5, 7-6(3), 5-7, 6-1               |
| 31. | 17 iunie 2012      | Halle, Germania                          | Iarbă     | Tommy Haas            | 7-6(5), 6-4                         |
| 32. | 5 august 2012      | Anglia, Jocurile Olimpice                | Iarbă     | Andy Murray           | 6-2, 6-1, 6-4                       |
| 33. | 28 octombrie 2012  | Basel, Elveția                           | Sintetic  | Juan Martin Del Potro | 6-4, 6-7(5), 7-6(3)                 |
| 34. | 12 noiembrie 2012  | Tennis Masters Cup, Londra               | Sintetic  | Novak Djokovic        | 7-6(6), 7-5                         |
| 35. | 19 mai 2013        | Roma, Italia                             | Zgură     | Rafael Nadal          | 6-1, 6-3                            |
| 36. | 27 octombrie 2013  | Basel, Elveția                           | Sintetic  | Juan Martin Del Potro | 7-6(3), 2-6, 6-4                    |
| 37. | 5 ianuarie 2014    | Brisbane, Australia                      | Asfalt    | Lleyton Hewitt        | 1-6, 6-4, 3-6                       |
| 38. | 16 martie 2014     | Indian Wells, U.S.A.                     | Ciment    | Novak Djokovic        | 3-6, 6-3, 7-6(3)                    |
| 39. | 20 aprilie 2014    | Monte Carlo, Monaco                      | Zgură     | Stanislas Wawrinka    | 4-6, 7-6 (5), 6-2                   |
| 40. | 6 iulie 2014       | Wimbledon, Londra                        | Iarbă     | Novak Djokovic        | 6-7 (7-9), 6-4, 6-6 (7-4), 5-7, 6-4 |
| 41. | 11 august 2014     | Toronto, Canada                          | Ciment    | Jo-Wilfried Tsonga    | 7-5, 7-6(3)                         |
| 42. | 16 noiembrie 2014  | Tennis Masters Cup, Londra               | Sintetic  | Novak Djokovic        | abandon Federer                     |
| 43. | 22 martie 2015     | Indian Wells, U.S.A.                     | Ciment    | Novak Djokovic        | 6-2, 6-7(5-7), 6-3                  |
| 44. | 17 mai 2015        | Roma, Italia                             | Zgură     | Novak Djokovic        | 6-4, 6-3                            |
| 45. | 12 iulie 2015      | Wimbledon, Londra                        | Iarbă     | Novak Djokovic        | 7-6(7/1), 6-7(10/12), 6-4, 6-3      |
| 46. | 13 septembrie 2015 | US Open, New York                        | Ciment    | Novak Djokovic        | 6-4, 5-7, 6-4, 6-4                  |
| 47. | 22 noiembrie 2015  | Tennis Masters Cup, Londra               | Sintetic  | Novak Djokovic        | 6-3, 6-4                            |
| 48. | 10 ianuarie 2016   | Brisbane, Australia                      | Asfalt    | Milos Raonic          | 6-4, 6-4                            |
| 49. | 18 martie 2018     | Indian Wells, U.S.A.                     | Ciment    | Juan Martin Del Potro | 4-6, 7-6(8), 6-7(2)                 |
| 50. | 17 martie 2019     | Indian Wells, U.S.A.                     | Ciment    | Dominic Thiem         | 3-6, 6-3, 7-5                       |

#### Dublu (13)

##### Câștigător (8)
| Nr. | Dată              | Turneu                                | Suprafață | Partener           | Finaliști                       | Scor                  |
| 1.  | 25 februarie 2001 | Rotterdam, Olanda                     | Ciment    | Jonas Björkman     | Petr Pála Pavel Vízner          | 6-3, 6-0              |
| 2.  | 15 iulie 2001     | Gstaad, Elveția                       | Zgură     | Marat Safin        | Michael Hill Jeff Tarango       | 0-1 Retragere         |
| 3.  | 24 februarie 2002 | Rotterdam, Olanda                     | Ciment    | Max Mirnyi         | Mark Knowles Daniel Nestor      | 4-6, 6-3, 10-4        |
| 4.  | 6 octombrie 2002  | Moscova, Rusia                        | Sintetic  | Max Mirnyi         | Joshua Eagle Sandon Stolle      | 6-4, 7-6(0)           |
| 5.  | 30 martie 2003    | Miami, SUA                            | Ciment    | Max Mirnyi         | Leander Paes David Rikl         | 7-5, 6-3              |
| 6.  | 12 octombrie 2003 | Viena, Austria                        | Ciment    | Yves Allegro       | Mahesh Bhupathi Max Mirnyi      | 7-6(7), 7-5           |
| 7.  | 12 iunie 2005     | Halle, Germania                       | Iarbă     | Yves Allegro       | Joachim Johansson Marat Safin   | 7-5, 6-7(6), 6-3      |
| 8.  | 17 august 2008    | Jocurile Olimpice Beijing 2008, China | Ciment    | Stanislas Wawrinka | Joachim Johansson Simon Aspelin | 6-3, 6-4, 6-7(3), 6-3 |

##### Finalist (5)
| Nr. | Dată              | Turneu             | Suprafață | Partener           | Câștigători finală                 | Scor                 |
| 1.  | 29 octombrie 2000 | Basel, Elveția     | Sintetic  | Dominik Hrbatý     | Donald Johnson Piet Norval         | 7-6(11), 4-6, 7-6(4) |
| 2.  | 17 martie 2002    | Indian Wells, SUA  | Ciment    | Max Mirnyi         | Mark Knowles Daniel Nestor         | 6-4, 6-4             |
| 3.  | 23 februarie 2003 | Rotterdam, Olanda  | Ciment    | Max Mirnyi         | Wayne Arthurs Paul Hanley          | 7-6(4), 6-2          |
| 4.  | 3 octombrie 2004  | Bangkok, Thailanda | Ciment    | Yves Allegro       | Justin Gimelstob Oliver Graydon    | 5-7, 6-4, 6-4        |
| 5.  | 19 martie 2011    | Indian Wells, SUA  | Ciment    | Stanislas Wawrinka | Alexandr Dolgopolov Xavier Malisse | 6-4, 6-7, 10-7       |